# Dermicidina
A dermicidina é uma proteína com 110 aminoácidos que, em humanos, é codificada pelo gene DCD. A proteína de comprimento total produz peptídeos derivados como fator indutor de proteólise (PIF) e outros peptídeos antimicrobianos, secretados pelas glândulas sudoríparas humanas na pele como parte da defesa inata do sistema imunológico do hospedeiro. O PIF está envolvido na proteólise muscular.

## Função
A dermicidina é uma proteína secretada que é subsequentemente processada em peptídeos maduros de atividades biológicas distintas. O peptídeo C-terminal é expresso constitutivamente no suor e possui atividades antibacteriana e antifúngica. O peptídeo N-terminal, também conhecido como peptídeo de evasão de sobrevivência, promove a sobrevivência de células neurais em condições de estresse oxidativo severo. Uma forma glicosilada do peptídeo N-terminal pode estar associada à caquexia (perda de massa muscular) em pacientes com câncer.
```
Peptídeo de evasão de sobrevivência Pep
t
ídeo ant
imicrobiano
```

```
YDPEAASAPGSGNPCHEASAAQKENAGEDPGLARQAPKPRKQR
 
SSLLEKGLDGAKKAVGGLGKLGKDAVEDLESVGKGAVHDVKDVLDSVL
```

O precursor C-terminal DCD-1L é um peptídeo de 48 resíduos que apresenta helicidade parcial em solução, conforme evidenciado pela determinação de sua estrutura de solução por RMN e espectroscopia de CD. O precursor de comprimento total é processado por proteases indeterminadas presentes no suor humano, para formar vários peptídeos mais curtos que apresentam atividade antimicrobiana variável, nomeados de acordo com seu tripleto C-terminal de aminoácidos e seu comprimento de resíduo. Um desses peptídeos ativos é SSL25, que mostra um aumento de 2 vezes na atividade contra E. coli em comparação com DCD-1L.
```
DCD-1L SSLLEKGLDGAKKAVGGLGKLGKDAVEDLESVGKGAVHDVKDVLDSVL
DCD-1 SSLLEKGLDGAKKAVGGLGKLGKDAVEDLESVGKGAVHDVKDVLDSV
SSL25 SSLLEKGLDGAKKAVGGLGKLGKDA
```